# Francisco Javier López García
Francisco Javier López García (Laredo, 14 ottobre 1950) è un ex calciatore spagnolo, di ruolo centrocampista.

## Palmarès

### Club

#### Competizioni nazionali
- Segunda División spagnola: 2

Real Betis: 1970-1971, 1973-1974
- Coppa di Spagna: 1

Real Betis: 1976-1977